# Isolona heinsenii
Isolona heinsenii är en kirimojaväxtart som beskrevs av Adolf Engler och Friedrich Ludwig Diels. Isolona heinsenii ingår i släktet Isolona och familjen kirimojaväxter. IUCN kategoriserar arten globalt som starkt hotad. Inga underarter finns listade i Catalogue of Life.